# کیم داتسون
کیم داتسون (انگلیسی: Kim Dotson) یک تکواندوکار در سطح ملی از کلیولند، اوهایو، ایالات متحده است. کیم قهرمان جام جهانی ۱۹۸۵ شد. در مسابقات قهرمانی پان امریکن در سال ۱۹۸۶ طلا گرفت. در بازیهای المپیک ۱۹۸۸در سئول شرکت کرد و در مسابقات قهرمانی تکواندوی جهان ۱۹۸۷ و ۱۹۸۹ برنده مدال نقره شد. کیم به عنوان مربی چندین تکواندوکار زن فعالیت می‌کرد.